# 克里斯蒂安·甘博亚
克里斯蒂安·甘博亚（西班牙語：Cristian Gamboa，1989年10月24日—），哥斯达黎加男子足球运动员，司職後衛。現效力於德甲球隊波琴。他曾代表哥斯达黎加参加2014年和2018年国际足联世界杯。其中2014年世界杯进入八强，2018年世界杯则止步小组赛阶段。